# Polisens grader i Italien
Polisens grader i Italien visar den hierarkiska ordningen vid Italiens fem statliga poliskårer samt ger en översikt över densamma vid den lokala polisen, Polizia municipale och Polizia provinciale.

## De statliga poliskårerna

### Polischefskarriären
| Carabinieri | Guardia di Finanza                                       | Polizia di Stato | Polizia Penitenziaria                                                                    | Corpo Forestale dello Stato |
| Generalspersoner och vederlikar                                                                                             | Generalspersoner och vederlikar                          | Generalspersoner och vederlikar | Generalspersoner och vederlikar                                                          | Generalspersoner och vederlikar |
| --- | -------------------------------------------------------- | --- | ---------------------------------------------------------------------------------------- | --- |
| Generale di Corpo d’Armata (i.s.) Chef för karabinjärkåren                                                                  | Generale di Corpo d’Armata (i.s.) Chef för finanspolisen | Bär inte uniform Direttore Generale Pubblica Sicurezza - Capo della Polizia Chef för statspolisen Rikspolischef                                                               | Bär inte uniform Capo Dipartimento Amministrazione Penitenziaria Chef för kriminalvården | saknar motsvarighet |
| Generale di Corpo d’Armata Stf chef för karabinjärkåren Generale di Corpo d’Armata Generallöjtnant                          | Generale di Corpo d’Armata                               | Bär inte uniform Vice capo vicario della polizia di Stato Stf chef för statspolisen Vice Direttore generale                                                                   | saknar motsvarighet                                                                      | Bär inte uniform Dirigente Generale (B) Chef för skogspolisen |
| Generale di Divisione Generalmajor                                                                                          | Generale di Divisione                                    | Dirigente Generale Polisdirektör | saknar motsvarighet                                                                      | Dirigente Generale |
| Generale di Brigata Brigadgeneral                                                                                           | Generale di Brigata                                      | Dirigente Superiore Biträdande polisdirektör | Dirigente Superiore                                                                      | Dirigente Superiore |
| Regementsofficerare och vederlikar                                                                                          |                                                          | |                                                                                          | |
| Colonello Överste | Colonello                                                | Primo Dirigente Polismästare | Primo Dirigente                                                                          | Primo Dirigente |
| Tenente Colonello Överstelöjtnant                                                                                           | Tenente Colonello                                        | Vice Questore Aggiunto Polisintendent | Commissario Coordinatore                                                                 | Vice Questore Aggiunto Forestale |
| Maggiore Major | Maggiore                                                 | Vice Questore Aggiunto Polisintendent | Commissario Coordinatore                                                                 | Vice Questore Aggiunto Forestale |
| Kompaniofficerare och vederlikar                                                                                            |                                                          | |                                                                                          | |
| Primo capitano Capitano Kapten                                                                                              | Capitano                                                 | Commissario Capo Polissekreterare | Commissario Capo                                                                         | Commissario Capo Forestale |
| Tenente Löjtnant | Tenente                                                  | Commissario (ruolo ordinario) Polischefsaspirant vid polishögskolan Commissario (ruolo direttivo speciale) Internrekryterad polischefaspirant efter genomgången polishögskola | Commissario                                                                              | Commissario Forestale (ruolo ordinario) Polischefsaspirant vid polishögskolan Commissario Forestale (ruolo direttivo speciale) Internrekryterad polischefaspirant efter genomgången polishögskola |
| Sottotenente Fänrik | Sottotenente                                             | Vice Commissario (ruolo direttivo speciale) Internrekryterad polischefaspirant vid polishögskolan                                                                             | Vice Commissario                                                                         | Vice Commissario Forestale |
| Allievo ufficiale Officersaspirant yrkesofficer Allievo ufficiale in ferma prefissata Officersaspirant kontraktsanställning |                                                          | |                                                                                          | |

### Poliskommissariekarriären
| Carabinieri                                           | Guardia di Finanza                  | Polizia di Stato                            | Polizia Penitenziaria                          | Corpo Forestale dello Stato         |
| Specialistofficerare och vederlikar                   | Specialistofficerare och vederlikar | Specialistofficerare och vederlikar         | Specialistofficerare och vederlikar            | Specialistofficerare och vederlikar |
| ----------------------------------------------------- | ----------------------------------- | ------------------------------------------- | ---------------------------------------------- | ----------------------------------- |
| Maresciallo Aiutante Luogotenente Regementsförvaltare | Maresciallo Aiutante Luogotenente   | Ispettore Superiore - Sostituto Commissario | .. Ispettore Superiore - Sostituto Commissario | .. Ispettore Superiore Scelto       |
| Maresciallo Aiutante Regementsförvaltare              | Maresciallo Aiutante                | Ispettore Superiore                         | .. Ispettore Superiore                         | .. Ispettore Superiore              |
| Maresciallo Capo Förvaltare                           | Maresciallo Capo                    | Ispettore Capo                              | .. Ispettore Capo                              | .. Ispettore Capo                   |
| Maresciallo Ordinario Förvaltare                      | Maresciallo Ordinario               | Ispettore                                   | .. Ispettore                                   | .. Ispettore                        |
| Maresciallo Förvaltare                                | Maresciallo                         | Vice Ispettore                              | .. Vice Ispettore                              | .. Vice Ispettore                   |
| Allievo maresciallo Specialistofficersaspirant        |                                     |                                             |                                                |                                     |

### Polisinspektörskarriären
| Carabinieri                                 | Guardia di Finanza             | Polizia di Stato               | Polizia Penitenziaria          | Corpo Forestale dello Stato    |
| Underofficerare och vederlikar              | Underofficerare och vederlikar | Underofficerare och vederlikar | Underofficerare och vederlikar | Underofficerare och vederlikar |
| ------------------------------------------- | ------------------------------ | ------------------------------ | ------------------------------ | ------------------------------ |
| Brigadiere Capo Fanjunkare                  | Brigadiere Capo                | Sovrintendente Capo            | .. Sovrintendente Capo         | .. Sovrintendente Capo         |
| Brigadiere Förste sergeant                  | Brigadiere                     | Sovrintendente                 | .. Sovrintendente              | .. Sovrintendente              |
| Vice Brigadiere Sergeant                    | Vice Brigadiere                | Vice Sovrintendente            | .. Vice Sovrintendente         | .. Vice Sovrintendente         |
| Allievo sottufficiale Underofficersaspirant |                                |                                |                                |                                |

### Polisassistentkarriären
| Carabinieri                | Guardia di Finanza         | Polizia di Stato           | Polizia Penitenziaria      | Corpo Forestale dello Stato |
| Gruppchefer och vederlikar | Gruppchefer och vederlikar | Gruppchefer och vederlikar | Gruppchefer och vederlikar | Gruppchefer och vederlikar  |
| -------------------------- | -------------------------- | -------------------------- | -------------------------- | --------------------------- |
| Appuntato Scelto Korpral   | Appuntato Scelto           | Assistente Capo            | .. Assistente Capo         | .. Assistente Capo          |
| Appuntato Korpral          | Appuntato                  | Assistente                 | .. Assistente              | .. Assistente               |
| Carabiniere Scelto Korpral | Finanziere Scelto          | Agente Scelto              | .. Agente Scelto           | .. Agente Scelto            |
| Carabiniere Korpral        | Finanziere                 | Agente                     | .. Agente                  | .. Agente                   |

## Den lokala polisen
Den lokala polisens grader fastställs genom regional lagstiftning. De ser alltså olika ut i Italiens 20 regioner.

### Apulien
Den lokala polisen i regionen Apulien har följande grader och gradbeteckningar.

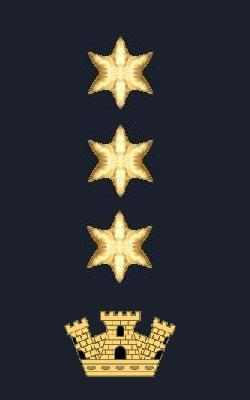
Överste (kommunal polischef i regionhuvudstaden)
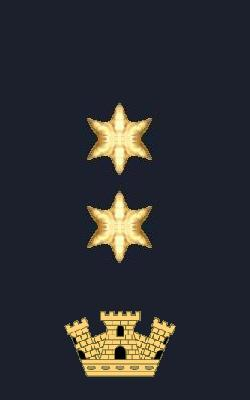
Överstelöjtnant (kommunal polischef i residensstad)
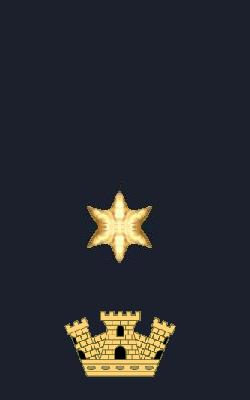
Major (kommunal polischef i stad som inte är residensstad)
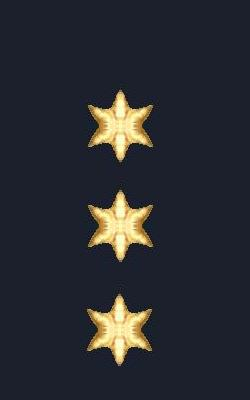
Kapten
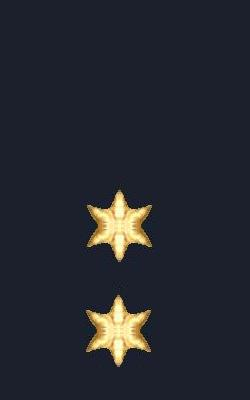
Löjtnant
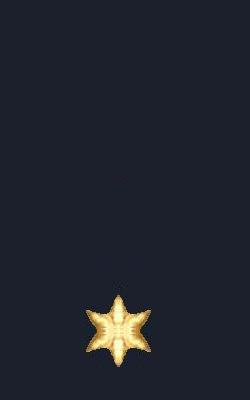
Underlöjtnant
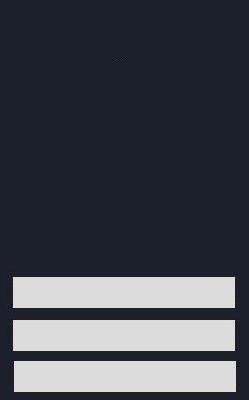
Maresciallo maggiore
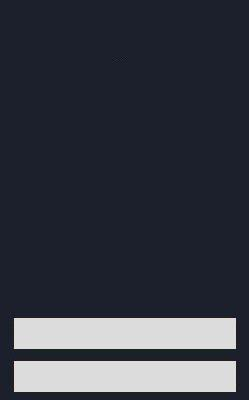
Maresciallo capo
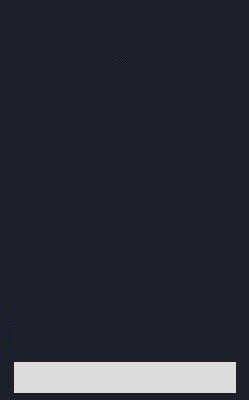
Maresciallo ordinario
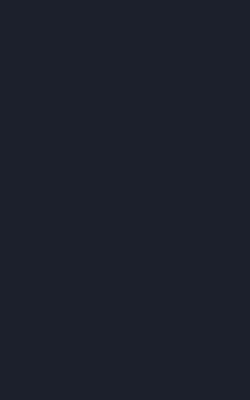
Agente

### Campania
Den lokala polisen i Campania har följande grader.
| Rangordning | Nr        | Grad                                               | Motsvarande grad i den svenska polisen | Anmärkning                                                                    |
| ----------- | --------- | -------------------------------------------------- | -------------------------------------- | ----------------------------------------------------------------------------- |
| 1           | dirigente | dirigente generale comandante                      | Länspolismästare                       | Polischef i kommun som är regionhuvudstad                                     |
| 2           | dirigente | dirigente superiore comandante dirigente superiore | Polismästare Polisöverintendent        | Polischef i kommun som är residensstad Polisöverintendent i regionhuvudstaden |
| 3           | dirigente | dirigente comandante                               | Polisintendent                         | Polischef i kommun som inte är residensstad                                   |
| 4           | D3        | commissario capo                                   | Poliskommissarie                       | Poliskommissarie som är polischef                                             |
| 4           | D3        | commissario capo                                   | Poliskommissarie                       | Efter fyra års tjänst i graden                                                |
| 5           | D3        | commissario                                        | Poliskommissarie                       | Vid anställning i graden                                                      |
| 6           | D1        | vice commissario                                   | Polisinspektör                         | Polisinspektör som är polischef                                               |
| 6           | D1        | vice commissario                                   | Polisinspektör                         | Efter 10 års tjänst i graden                                                  |
| 7           | D1        | ispettore                                          | Polisinspektör                         | Vid anställning i graden                                                      |
| 8           | C         | sovrintendente                                     | Polisassistent                         | Efter 20 års tjänst                                                           |
| 9           | C         | assistente capo                                    | Polisassistent                         | Efter 10 års tjänst                                                           |
| 10          | C         | assistente                                         | Polisassistent                         | Efter fem års tjänst                                                          |
| 11          | C         | agente                                             | Polisassistent                         | Vid anställning                                                               |

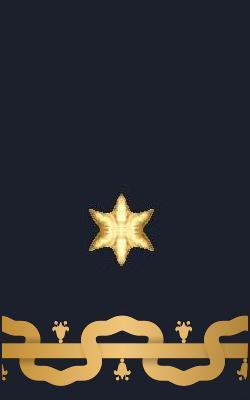
Dirigente generale
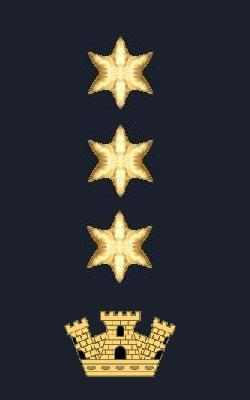
Dirigente superiore
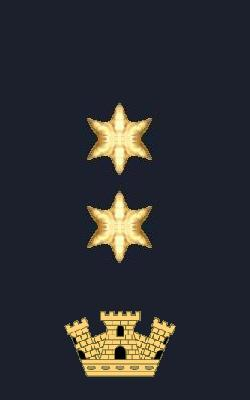
Dirigente
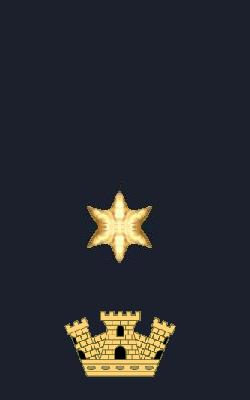
Commissario capo
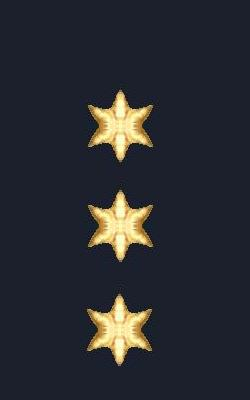
Commissario
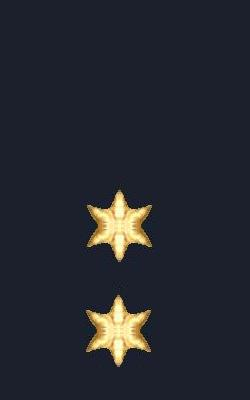
Vice commissario
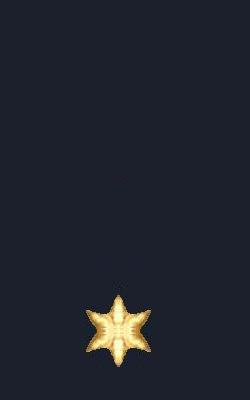
Ispettore
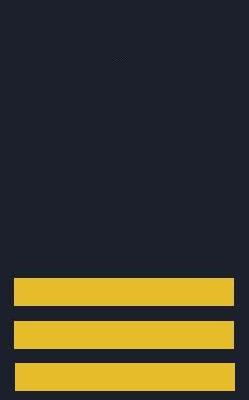
Sovrintendente
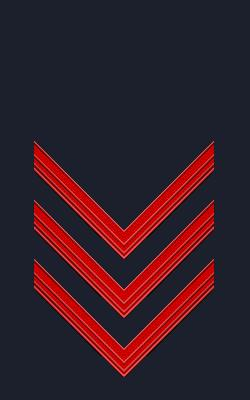
Assistente capo
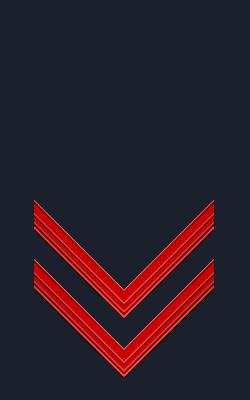
Assistente
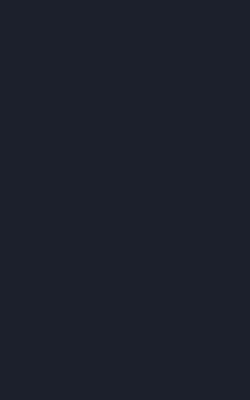
Agente

### Emilia-Romagna
Den lokala polisen i Emilia-Romagna har följande grader.
| Rangordning | Grad              | Motsvarande grad i den svenska polisen | Anmärkning                                                             |
| ----------- | ----------------- | -------------------------------------- | ---------------------------------------------------------------------- |
| 1           | comandante        | Polismästare                           | Polischef i kommun som är residensstad                                 |
| 2           | comandante        | Polisintendent                         | Polischef i kommun eller kommunalförbund med mer än 20 000 invånare    |
| 2           | dirigente         | Polisintendent                         |                                                                        |
| 3           | commissario capo  | Poliskommissarie                       | Efter fem års tjänst i graden                                          |
| 4           | comandante        | Poliskommissarie                       | Polischef i kommun eller kommunalförbund med mindre än 20 000 invånare |
| 4           | commissario       | Poliskommissarie                       | Vid anställning i graden                                               |
| 5           | ispettore capo    | Polisinspektör                         | Efter 10 års tjänst i graden                                           |
| 6           | ispettore         | Polisinspektör                         | Efter fem års tjänst i graden                                          |
| 7           | vice ispettore    | Polisinspektör                         | Vid anställning i graden                                               |
| 8           | assistente scelto | Polisassistent                         | Efter 15 års tjänst                                                    |
| 9           | assistente        | Polisassistent                         | Efter 10 års tjänst                                                    |
| 10          | agente scelto     | Polisassistent                         | Efter fem års tjänst                                                   |
| 11          | agente            | Polisassistent                         | Vid anställning                                                        |

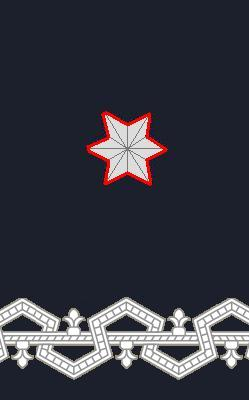
Kommunal polischef i regionens residensstad
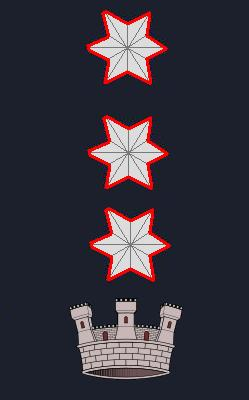
Kommunal polischef i residensstad
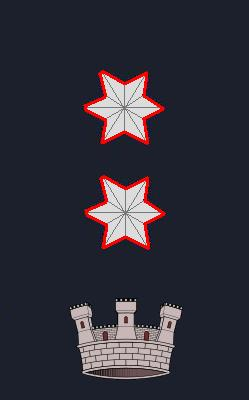
Kommunal polischef i stad med mer än 20 000 invånare
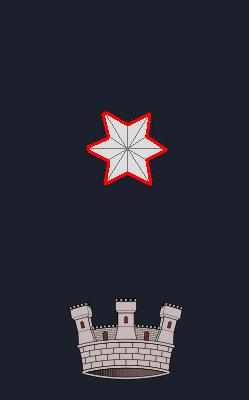
Kommunal polischef i stad med mindre än 20 000 invånare
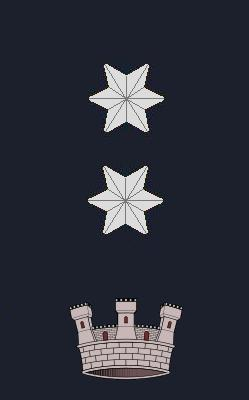
Dirigente
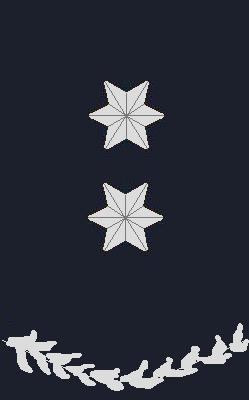
Commissario capo
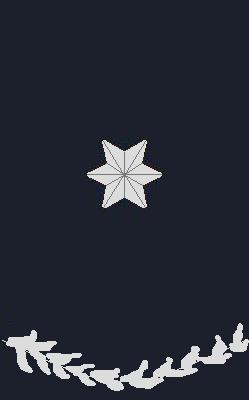
Commissario
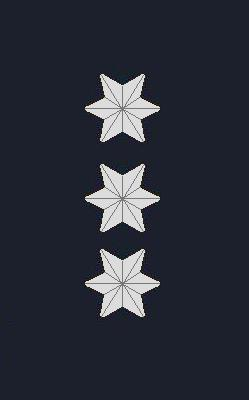
Ispettore capo
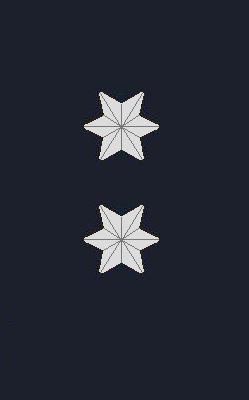
Ispettore
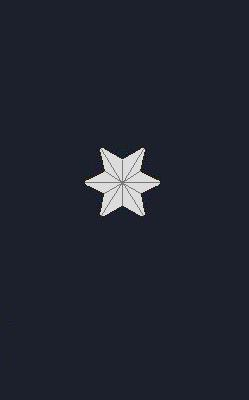
Vice ispettore
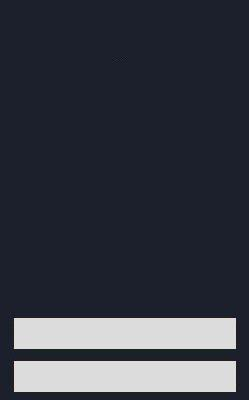
Assistene scelto
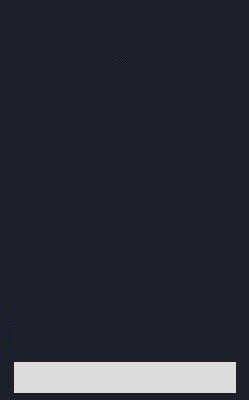
Assistente
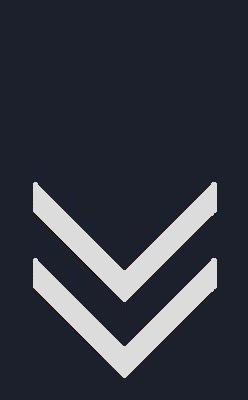
Agente scelto
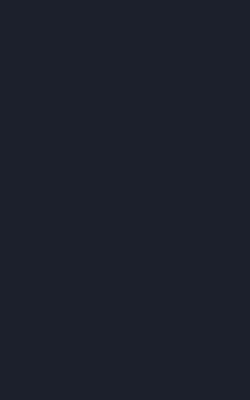
Agente

### Kalabrien
Den lokala polisen i Kalabrien har följande grader.
| Rangordning | Nr | Grad                      | Motsvarande grad i den svenska polisen    | Anmärkning                                                      |
| ----------- | -- | ------------------------- | ----------------------------------------- | --------------------------------------------------------------- |
| 1           |    | dirigente comandante      | Polisintendent                            | Intendent som är polischef                                      |
| 2           | D3 | ispettore capo comandante | Poliskommissarie                          | Kommissarie som är polischef                                    |
| 2           | D3 | commissario               | Poliskommissarie                          |                                                                 |
| 3           | D1 | ispettore comandante      | Polisinspektör med högre tjänsteställning | Inspektör som är polischef                                      |
| 3           | D1 | ispettore                 | Polisinspektör med högre tjänsteställning |                                                                 |
| 4           | C3 | istruttore                | Polisinspektör                            | Inspektör som polisledare i kommun där borgmästaren är polichef |
| 4           | C3 | istruttore                | Polisinspektör                            |                                                                 |
| 5           | C  | agente                    | Polisassistent                            |                                                                 |

### Lazio
Den lokala polisen i Lazio har följande funktioner och funktionsbeteckningar.

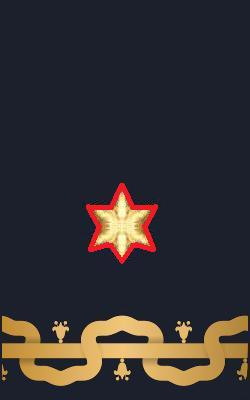
Comandante generale (kommunal polischef i Rom)
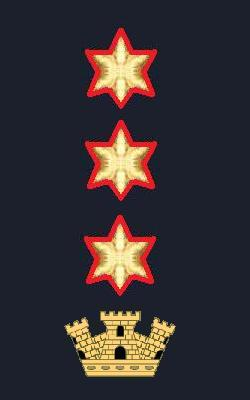
Vice comandante del corpo (biträdande kommunal polischef i Rom)
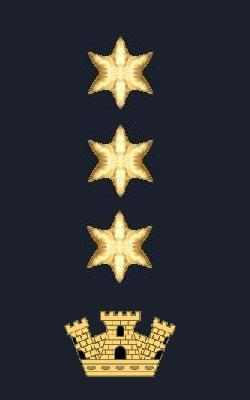
Comandante di gruppo municipale polischef
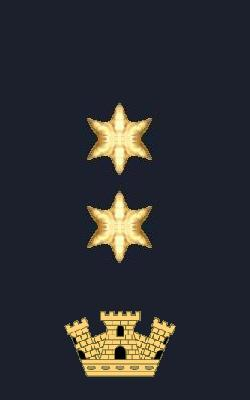
Responsabile di coordinamento di sezioni ansvarig för samordning av flera rotlar
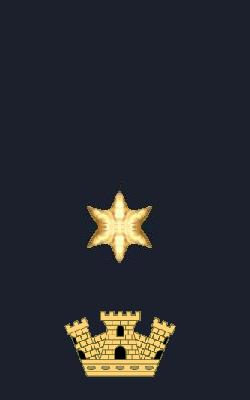
Responsabile di sezione ansvarig för en rotel
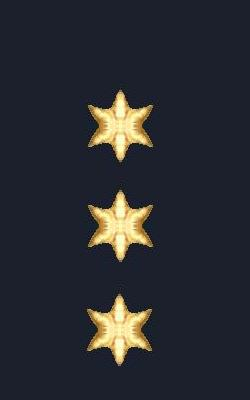
Responsabile di reparto ansvarig för en sektion
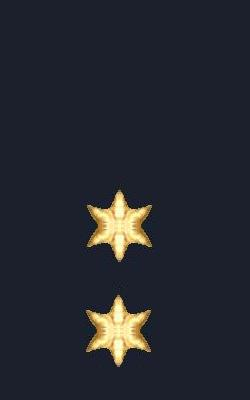
Responsabile di singola o più attività di reparto ansvarig för en eller flera uppgifter inom en sektion
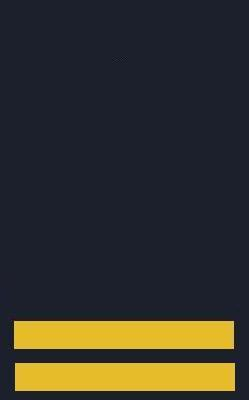
Istruttore capo yttre befäl
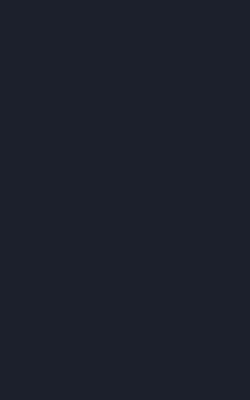
Istruttore yttre befäl

### Lombardiet

#### 2003-2013
Den lokala polisen i Lombardiet hade 2003 till 2003 följande grader och gradbeteckningar.
| Gradbeteckningar |                     |                |                                             |                  |                             |                                           |                   |                |
| Tjänstegrader    | Dirigente Superiore | Dirigente      | Commissario Capo                            | Commissario      | Commissario Aggiunto        | Specialista di Vigilanza                  | Agente Istruttore | Agente         |
|                  | Polisöverintendent  | Polisintendent | Poliskommissarie med högre tjänsteställning | Poliskommissarie | Biträdande poliskommissarie | Polisinspektör med högre tjänsteställning | Polisinspektör    | Polisassistent |

| Gradbeteckningar |                                         |                                                                                                 |                                                                 | |                                                                     |                                                                                |
| Tjänstegrader    | Dirigente Generale                      | Dirigente Superiore                                                                             | Dirigente                                                       | Commissario Capo                                                                                       | Commissario                                                         | Commissario Aggiunto                                                           |
|                  | Polismästare i regionhuvudstaden Milano | Polismästare i residensstad eller polismästare som är chef för poliskår med mer än 70 polismän. | Polismästare som är chef för poliskår med färre än 70 polismän. | Poliskommissarie som är polischef i residensstad eller som är chef för poliskår med minst 30 polismän. | Poliskommissarie som är chef för poliskår med färre än 30 polismän. | Biträdande poliskommissarie som är chef för poliskår med färre än 30 polismän. |

Källa: 

#### Från 2013
Polischefer
| Gradbeteckning |                                                 |
| Tjänstegrad    | Dirigente Generale Comandante di Polizia Locale |

| Gradbeteckning |                                                  |                                        |                                                                                     |                                               |
| Tjänstegrad    | Dirigente Superiore Comandante di Polizia Locale | Dirigente Comandante di Polizia Locale | Commissario Capo con più di 10 anni di anzianità in D3 Comandante di Polizia Locale | Commissario Capo Comandante di Polizia Locale |

Ställföreträdande polischefer
| Gradbeteckning |                                                       |                                             |                                                    |                                                                                          |                                               |                                                    |
| Tjänstegrad    | Dirigente Superiore Vice Comandante di Polizia Locale | Dirigente Vice Comandante di Polizia Locale | Commissario Capo Vice Comandante di Polizia Locale | Commissario Capo med tio års anciennitet i lönegrad D3 Vice Comandante di Polizia Locale | Commissario Vice Comandante di Polizia Locale | Vice Commissario Vice Comandante di Polizia Locale |

Avdelningschefer
| Gradbeteckning |                                                                        | |                                                                   |                                                                        |
| Tjänstegrad    | Commissario Capo titolare di Posizione Organizzativa di Polizia Locale | Commissario Capo med tio års anciennitet i lönegrad D3 titolare di Posizione Organizzativa di Polizia Locale | Commissario titolare di Posizione Organizzativa di Polizia Locale | Vice Commissario titolare di Posizione Organizzativa di Polizia Locale |

Intendenter
| Gradbeteckning |                                       |                             |
| Tjänstegrad    | Dirigente Superiore di Polizia Locale | Dirigente di Polizia Locale |

Kommissarier
| Gradbeteckning |                                    |                                                                             |                               |                                    |
| Tjänstegrad    | Commissario Capo di Polizia Locale | Commissario Capo med tio års anciennitet i lönegrad D3 della Polizia Locale | Commissario di Polizia Locale | Vice Commissario di Polizia Locale |

Inspektörer
| Gradbeteckning |                                            |
| Tjänstegrad    | Specialista di Vigilanza di Polizia Locale |

Assistenter
| Gradbeteckning |                                  |                                     |                              |                                 |                          |
| Tjänstegrad    | Sovrintendente di Polizia Locale | Assistente Scelto di Polizia Locale | Assistente di Polizia Locale | Agente Scelto di Polizia Locale | Agente di Polizia Locale |

### Piemonte
Den lokala polisen i Piemonte har sedan 2008 följande grader.
| Rangordning | Grad                                      | Motsvarande grad i den svenska polisen      | Anmärkning                                                                      |
| ----------- | ----------------------------------------- | ------------------------------------------- | ------------------------------------------------------------------------------- |
| 1           | comandante generale                       | Länspolismästare                            | Polismästare i Turin                                                            |
| 2           | comandante                                | Polismästare                                | Polismästare i kommun som är residensstad                                       |
| 2           | vicario del comandante                    | Biträdande länspolismästare                 | Biträdande polismästare i Turin                                                 |
| 3           | comandante                                | Polisintendent                              | Polismästare i kommun som inte är residensstad                                  |
| 3           | dirigente                                 | Polisintendent                              | Turin                                                                           |
| 4           | comandante                                | Poliskommissarie med högre tjänsteställning | Polischef i kommun med mer än 15 000 invånare                                   |
| 4           | commissario capo Responsabile di Servizio | Poliskommissarie med högre tjänsteställning | Polisledare i kommun med mer än 15 000 invånare där borgmästaren är polichef    |
| 4           | commissario                               | Poliskommissarie med högre tjänsteställning | Avdelningschef i Turin                                                          |
| 5           | comandante                                | Poliskommissarie                            | Polischef i kommun med mindre än 15 000 invånare                                |
| 5           | commissario                               | Poliskommissarie                            | Efter 10 års tjänst i graden                                                    |
| 6           | vice commissario Responsabile di Servizio | Poliskommissarie                            | Polisledare i kommun med mindre än 15 000 invånare där borgmästaren är polichef |
| 6           | vice commissario                          | Poliskommissarie                            | Vid anställning i graden                                                        |
| 7           | ispettore capo                            | Polisinspektör                              | Efter 10 års tjänst i graden                                                    |
| 8           | ispettore                                 | Polisinspektör                              | Vid anställning i graden                                                        |
| 9           | assistente                                | Polisassistent                              | Efter 20 års anställning                                                        |
| 10          | agente scelto                             | Polisassistent                              | Efter 10 års anställning                                                        |
| 11          | agente                                    | Polisassistent                              | Vid anställning                                                                 |

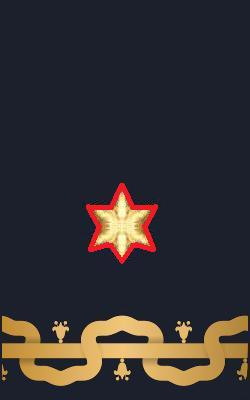
Polismästare i Turin
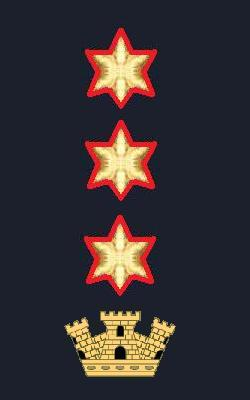
Polismästare i kommun som är residensstad
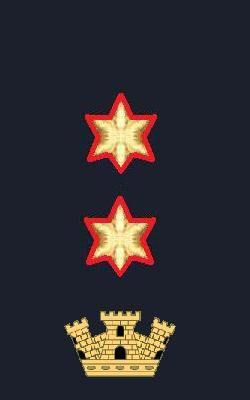
Polismästare i kommun som inte är residensstad
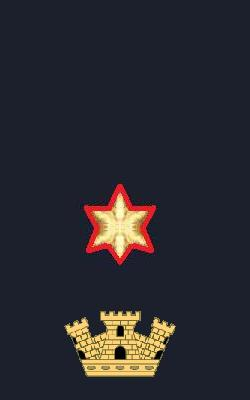
Polischef i kommun med mer än 15 000 invånare
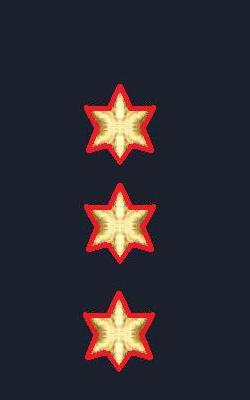
Polischef i kommun med mindre än 15 000 invånare
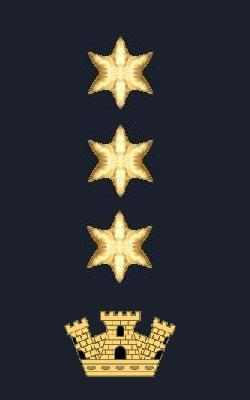
Biträdande polismästare i Turin
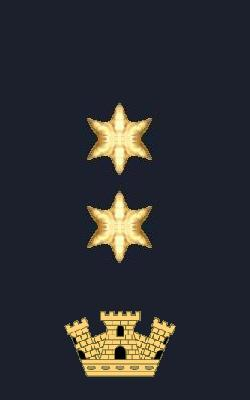
Polisintendent i Turin
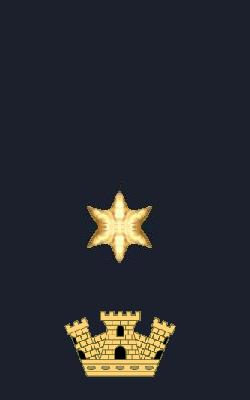
Polisledare i kommun med mer än 15 000 invånare där borgmästaren är polichef
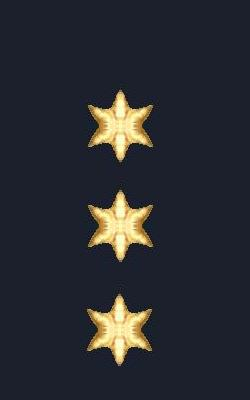
Poliskommissarie efter 10 års anställning i graden
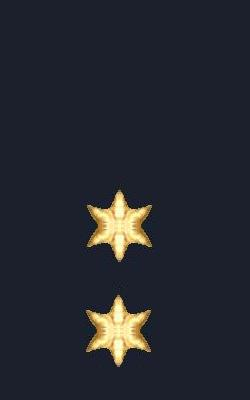
Poliskommissarie vid anställning i graden
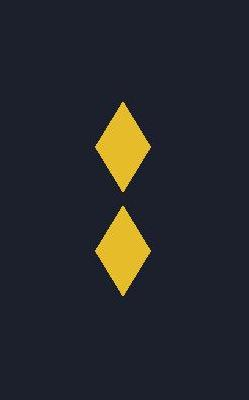
Polisinspektör efter 10 års anställning i graden
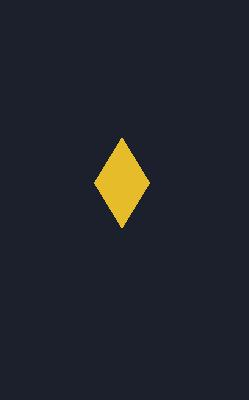
Polisinspektör vid anställning i graden
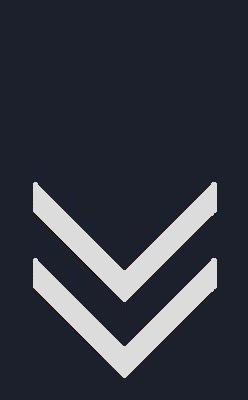
Polisassistent efter 20 års anställning
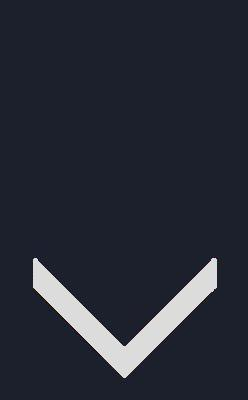
Polisassistent efter 10 års anställning
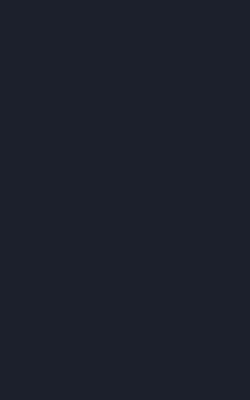
Polisassistent vid anställning

### Sicilien
Den lokala polisen på Sicilien har följande grader.
| Rang | Nr        | Grad                 | Motsvarande grad i den svenska polisen | Anmärkning                                                      |
| ---- | --------- | -------------------- | -------------------------------------- | --------------------------------------------------------------- |
| 1    | dirigente | dirigente comandante | Länspolismästare                       | Polischef i Palermo, Catania eller Messina                      |
| 2    | dirigente | dirigente comandante | Polismästare                           | Intendent som polischef                                         |
| 2    | dirigente | dirigente            | Polisintendent                         | I Palermo, Catania eller Messina; efter fem års tjänst i graden |
| 3    | dirigente | dirigente            | Polisintendent                         | Efter fem års tjänst i graden                                   |
| 3    | dirigente | dirigente            | Polisintendent                         | I Palermo, Catania eller Messina; vid anställning i graden      |
| 4    | dirigente | dirigente            | Polisintendent                         | Vid anställning i graden                                        |
| 4    | D3        | comandante           | Polisintendent                         | Kommissarie som polischef                                       |
| 5    | D3        | commissario capo     | Poliskommissarie                       |                                                                 |
| 5    | D1        | comandante           | Poliskommissarie                       | Inspektör som polischef                                         |
| 6    | D         | commissario          | Polisinspektör                         |                                                                 |
| 7    | C         | ispettore capo       | Polisassistent                         | Efter 17 års tjänst                                             |
| 8    | C         | ispettore principale | Polisassistent                         | Efter 14 års tjänst                                             |
| 9    | C         | ispettore            | Polisassistent                         | Efter elva års tjänst                                           |
| 10   | C         | assistente capo      | Polisassistent                         | Efter åtta års tjänst                                           |
| 11   | C         | assistente           | Polisassistent                         | Efter fem års tjänst                                            |
| 12   | C         | agente               | Polisassistent                         | Vid anställning                                                 |

### Sydtyrolen
I Sydtyrolen fanns det tidigare ingen regional lagstiftning som fastställde den lokala polisens tjänstegrader, utan dessa bestämdes av varje kommun efter eget skön. Från 2014 finns det dock sådana bestämmelser.
| Rang | Grad                                            | Motsvarande grad i den svenska polisen | Anmärkning                                                              |
| ---- | ----------------------------------------------- | -------------------------------------- | ----------------------------------------------------------------------- |
| 1    | Oberst                                          | Polismästare                           | Polischef i Bozen                                                       |
| 2    | Oberstleutnant                                  | Polismästare                           | Polischef i Meran Polischef i Brixen och Bruneck med 25 års anställning |
| 3    | Major                                           | Polisintendent                         | Polischef                                                               |
| 4    | Hauptmann                                       | Poliskommissarie                       | Polisbefäl med 11 och fler års anställning                              |
| 5    | Oberleutnant                                    | Poliskommissarie                       | Polisbefäl med 6-10 års anställning                                     |
| 6    | Leutnant                                        | Poliskommissarie                       | Polisbefäl med 0-5 års anställning                                      |
| 7    | Oberster Inspektor - Stellvertretender Leutnant | Polisinspektör                         | Polisunderbefäl med 21 och fler års anställning                         |
| 8    | Oberinspektor                                   | Polisinspektör                         | Polisunderbefäl med 16-20 års anställning                               |
| 9    | Hauptinspektor                                  | Polisinspektör                         | Polisunderbefäl med 11-15 års anställning                               |
| 10   | Inspektor                                       | Polisinspektör                         | Polisunderbefäl med 6-10 års anställning                                |
| 9    | Vizeinspektor                                   | Polisinspektör                         | Polisunderbefäl med 0-5 års anställning                                 |
| 11   | Hauptpolizeimeister                             | Polisassistent                         | Polisman med 31 och fler års anställning                                |
| 12   | Polizeimeister                                  | Polisassistent                         | Polisman med 26-30 års anställning                                      |
| 13   | Vizepolizeimeister                              | Polisassistent                         | Polisman med 21-25 års anställning                                      |
| 14   | Hauptpolizeiassistent                           | Polisassistent                         | Polisman med 16-20 års anställning                                      |
| 15   | Polizeisistent                                  | Polisassistent                         | Polisman med 11-15 års anställning                                      |
| 16   | Hauptpolizeibeamter                             | Polisassistent                         | Polisman med 6-10 års anställning                                       |
| 17   | Polizeibeamter                                  | Polisassistent                         | Polisman med 0-5 års anställning                                        |

### Toscana
Den lokala polisen i Toscana har följande grader.
| Rangordning | Grad                                | Motsvarande grad i den svenska polisen | Anmärkning                                     |
| ----------- | ----------------------------------- | -------------------------------------- | ---------------------------------------------- |
| 1           | dirigente della polizia provinciale | Polismästare                           | Chef för provinspolisen                        |
| 1           | dirigente                           | Polismästare                           | Polismästare i kommun som är residensstad      |
| 2           | dirigente                           | Polisintendent                         | Polismästare i kommun som inte är residensstad |
| 3           | commisario                          | Kommissarie med högre tjänsteställning |                                                |
| 4           | ispettore                           | Kommissarie                            |                                                |
| 5           | sovrintendente                      | Polisinspektör                         |                                                |
| 6           | assistente scelto                   | Polisassistent                         | Efter 15 års tjänst                            |
| 7           | assistente                          | Polisassistent                         | Efter 11 års tjänst                            |
| 8           | agente scelto                       | Polisassistent                         | Efter fyra års tjänst                          |
| 9           | agente                              | Polisassistent                         | Vid anställning                                |

|                                                       |           |             |           |                |                   |            |               |        |
| Dirigente (Polismästare i kommun som är residensstad) | Dirigente | Commissario | Ispettore | Sovrintendente | Assistente scelto | Assistente | Agente scelto | Agente |

### Valle d'Aosta
Den lokala polisen i Valle d'Aosta har följande grader.
| Rang | Nr  | Grad                                              | Motsvarande grad i den svenska polisen    | Anmärkning |
| ---- | --- | ------------------------------------------------- | ----------------------------------------- | --- |
| 1    | C10 | comandante di Corpo del Capoluogo della Regione   | Polismästare                              | Polismästare i regionhuvudstaden |
| 1    | C9  | comandante                                        | Polismästare                              | Polismästare |
| 2    | C8  | commissario superiore del capoluogo della regione | Polisöverintendent                        | I regionhuvudstaden |
| 2    | C7  | commissario superiore                             | Polisöverintendent                        | Vid kommunal poliskår |
| 3    | C6  | vice commissario superiore                        | Polisintendent                            | |
| 4    | C5  | comandante                                        | Poliskommissarie i högre tjänsteställning | Polischef |
| 4    | C4  | commissario capo del capoluogo della regione      | Poliskommissarie i högre tjänsteställning | Kommissarie med högre tjänsteställning i regionhuvudstaden |
| 4    | C3  | commissario capo                                  | Poliskommissarie i högre tjänsteställning | Kommissarie med högre tjänsteställning vid kommunal poliskår |
| 5    | C2  | commissario                                       | Poliskommissarie                          | Efter 15 års tjänst (utom vid kommunal polistjänst med mindre än tio poliser); kommissarie med högre tjänsteställning vid kommunal polistjänst med mindre än tio poliser |
| 6    | C1  | vice commissario                                  | Poliskommissarie                          | Vid anställning |
| 7    | B4  | ispettore superiore                               | Polisinspektör                            | Efter 20 års tjänst vid kommunal poliskår; inspektör med högre tjänsteställning vid kommunal polistjänst med mer än tio poliser                                          |
| 8    | B3  | ispettore capo                                    | Polisinspektör                            | Efter 20 års tjänst vid kommunal polistjänst med mer än tio poliser; inspektör med högre tjänsteställning vid kommunal polistjänst med mindre än tio poliser             |
| 9    | B2  | ispettore                                         | Polisinspektör                            | Efter tio års tjänst |
| 10   | B1  | vice ispettore                                    | Polisinspektör                            | Vid anställning |
| 11   | A4  | assistente scelto                                 | Polisassistent                            | Assistent med högre tjänsteställning vid kommunal polistjänst med mindre än tio poliser                                                                                  |
| 12   | A3  | assistente                                        | Polisassistent                            | Efter 20 års tjänst |
| 13   | A2  | agente scelto                                     | Polisassistent                            | Efter tio års tjänst |
| 14   | A1  | agente                                            | Polisassistent                            | Vid anställning |

### Veneto
Den lokala polisen i regionen Veneto har följande grader och gradbeteckningar.
- Comandante generale 
 (kommunal polischef i regionhuvudstaden)
- Commissario superiore commandante 
 (kommunal polischef i residensstad med mer än 100 poliser eller chef för provinspoliskår med mer än 31 poliser) 
 utan rött underlag
Commissario superiore (polisintendent i residensstad med mer än 100 poliser eller vid provinspolis med mer än 31 poliser)
- Commissario capo commandante 
 (polischef i annan kommun med mer än 100 poliser eller chef för provinspoliskår med mindre än 31 poliser) 
 utan rött underlag
Commissario capo 
(övriga polisintendenter)

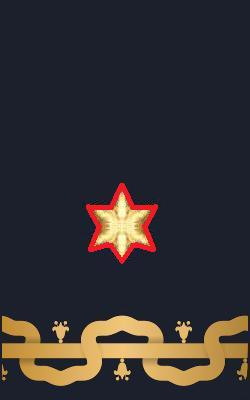
Comandante generale (kommunal polischef i regionhuvudstaden)
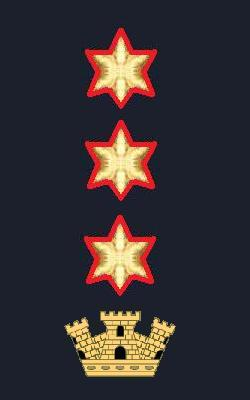
Commissario principale (polischef i kommun med mer än 31 poliser, eller mer än 50 000 invånare)
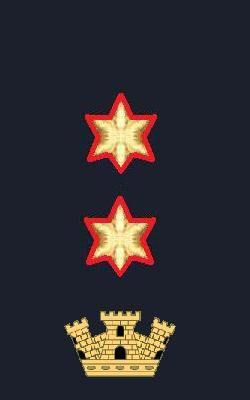
Commissario capo commandante (polischef i annan kommun med mer än 100 poliser eller chef för provinspoliskår med mindre än 31 poliser) utan rött underlag Commissario capo (övriga polisintendenter)
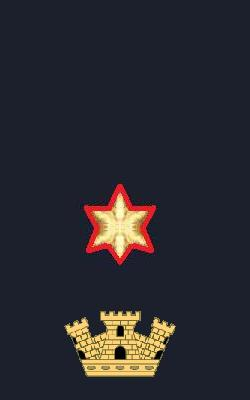
Commissario (polischef i kommun med 16-30 poliser, eller med mer än 25 000 invånare)
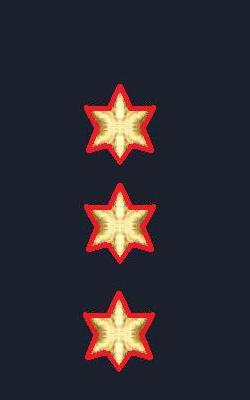
Vice Commissario (polischef i kommun med 7-15 poliser, eller mer än 8 000 invånare)
- Commissario principale 
 (poliskommissarie som inte är polischef)
- Commissario 
 (poliskommissarie som inte är polischef)
- Vice commissario 
 (poliskommissarie som inte är polischef)
- Ispettore Capo 
 (polischef med 20 års anställning i kommun med mindre än 7 poliser)
- Ispettore 
 (polischef med 10 års anställning i kommun med mindre än 7 poliser)
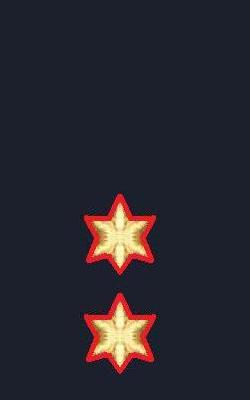
Vice Ispettore (polischef i kommun med mindre än 7 poliser)
- Ispettore Capo 
 (polisinspektör med 20 års anställning)
- Ispettore 
 (polisinspektör med 10 års anställning)
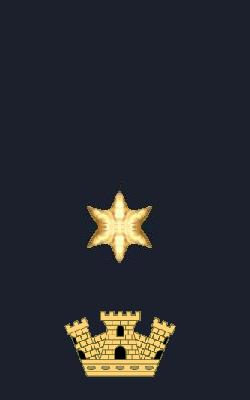
Vice Ispettore (polisinspektör som inte är polischef)
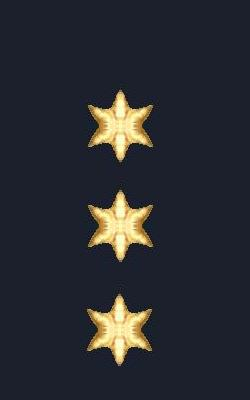
Commissario (poliskommissarie som inte är polischef)
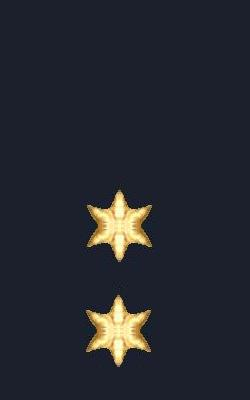
Vice commissario (poliskommissarie som inte är polischef)
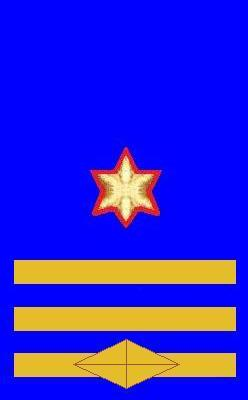
Ispettore Capo (polischef med 20 års anställning i kommun med mindre än 7 poliser)
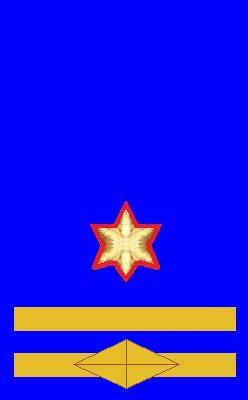
Ispettore (polischef med 10 års anställning i kommun med mindre än 7 poliser)
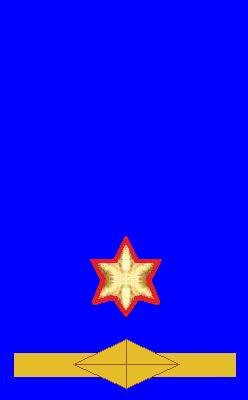
Vice Ispettore (polischef i kommun med mindre än 7 poliser)
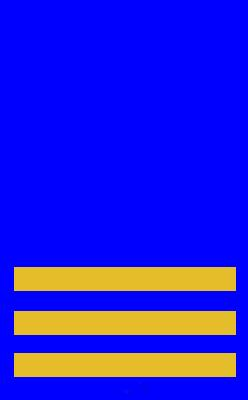
Istruttore Capo (polisassistent med 20 års anställning)
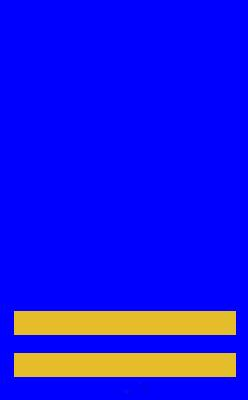
Istruttore (polisassistent med 10 års anställning)
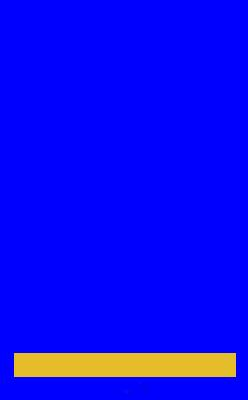
Vice Ispettore (polisinspektör som inte är polischef)
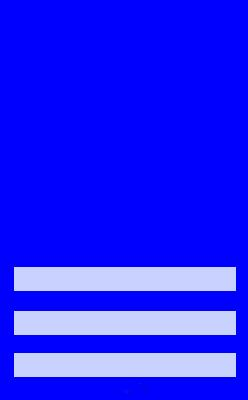
Istruttore Capo (polisassistent med 20 års anställning)

- Vice Istruttore 
 (polisassistent)
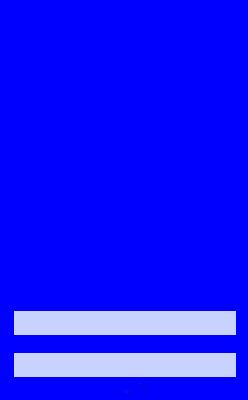
Assistente Scelto (polisman med 25 års anställning)
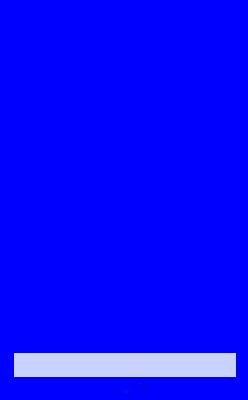
Vice Istruttore (polisassistent)
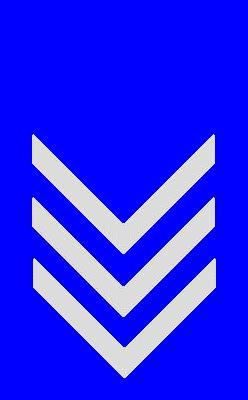
Assistente (polisman med 15 års anställning)
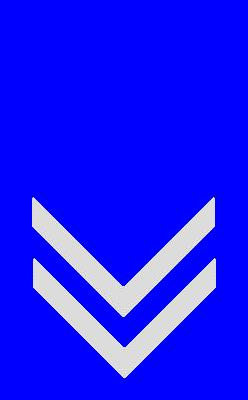
Agente Scelto (polisman med 5 års anställning)
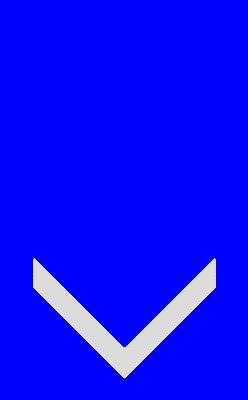
Agente Scelto (polisman med 5 års anställning)
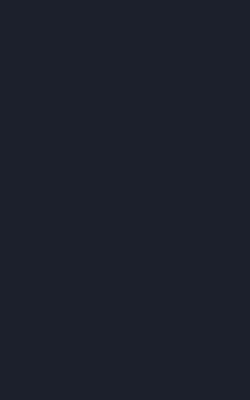
Agente (polisman)